# Theretra polistratus
Theretra polistratus är en fjärilsart som beskrevs av Rothschild 1904. Theretra polistratus ingår i släktet Theretra och familjen svärmare. Inga underarter finns listade i Catalogue of Life.